# Chaetodon trifasciatus
Chaetodon trifasciatus là một loài cá biển thuộc chi Cá bướm (phân chi Corallochaetodon) trong họ Cá bướm. Loài này được mô tả lần đầu tiên vào năm 1797.

## Từ nguyên
Từ định danh trifasciatus được ghép bởi hai âm tiết trong tiếng Latinh: tiền tố tri ("ba") và fasciatus ("có sọc"), hàm ý đề cập đến ba sọc đen trên đầu của loài cá này, lần lượt ở các vị trí hàm dưới, băng qua mắt và ngay sau mắt.

## Phạm vi phân bố và môi trường sống
C. trifasciatus trước đây được cho là có phân bố rộng khắp khu vực Ấn Độ Dương - Thái Bình Dương, nhưng quần thể ở Thái Bình Dương đã được xác định là Chaetodon lunulatus, còn C. trifasciatus thực sự chỉ giới hạn ở Ấn Độ Dương. C. trifasciatus và C. lunulatus có phạm vi chồng lấn tại một phần Đông Ấn Độ Dương, đặc biệt là tại đảo Giáng Sinh (Úc), nơi mà cả hai có thể kết đôi khác loài và tạp giao với nhau.
Từ Socotra dọc theo bờ biển Đông Phi, C. trifasciatus được phân bố trải dài về phía đông, băng qua Ấn Độ và phần lớn các đảo quốc trên Ấn Độ Dương đến biển Andaman, quần đảo Cocos (Keeling) cùng đảo Giáng Sinh (đều thuộc Úc) và phía tây Indonesia (xa nhất là đến các đảo Sumatra, Java và Bali).
C. trifasciatus sinh sống tập trung ở những khu vực mà san hô phát triển phong phú trên các rạn viền bờ hay trong các đầm phá, độ sâu đến ít nhất là 30 m.

## Mô tả

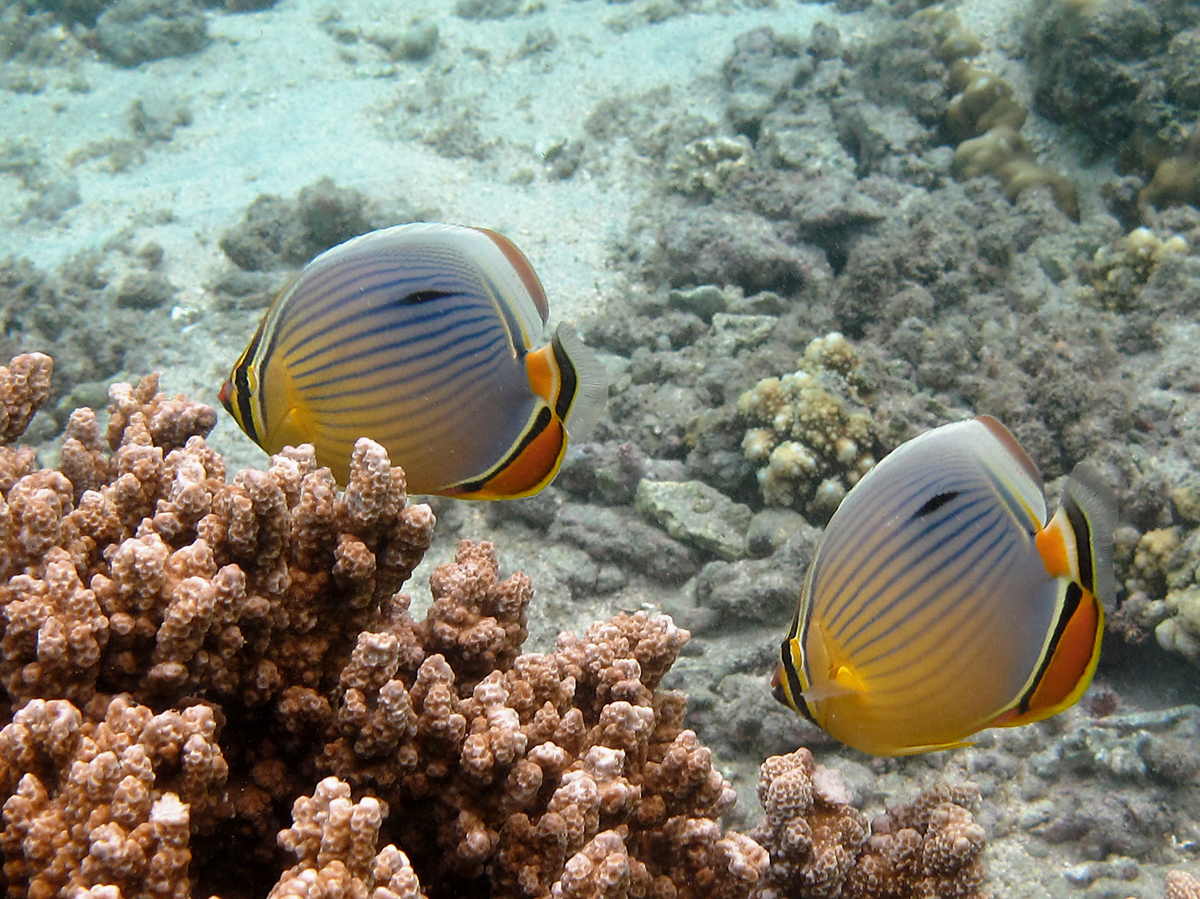
Một cặp C. trifasciatus (Réunion)

C. trifasciatus có chiều dài cơ thể lớn nhất được ghi nhận là 15 cm. Đầu, ngực và một phần thân trước có màu vàng, chuyển dần sang màu xanh lam nhạt về phía lưng và thân sau. Hai bên thân là những sọc xiên màu xanh tím và có một đốm đen nằm đè lên một sọc ở thân trên. Một dải đen viền vàng qua mắt, ngay sau mắt cũng có một sọc đen (được viền trắng ở rìa sát mắt) uốn cong ngược lên lưng. Mõm đen. Dọc theo gốc vây hậu môn có một vệt đen viền vàng; phần vây còn lại màu đỏ sẫm. Còn ở vây lưng, phần vây từ giữa trở ra ngoài rìa màu đỏ sẫm, phần vây còn lại có màu trắng, được ngăn cách bởi một sọc mỏng màu xanh lam. Dọc theo gốc vây hậu môn và vây lưng ở thân sau là các dải màu xanh lam xám. Vây ngực trong suốt; có đốm vàng ở gốc. Vây bụng màu vàng tươi. Cuống đuôi có một đốm màu vàng cam; vây đuôi trong suốt ở nửa ngoài với một dải đen viền vàng giữa vây.
Số gai ở vây lưng: 13–14; Số tia vây ở vây lưng: 20–22; Số gai ở vây hậu môn: 3; Số tia vây ở vây hậu môn: 18–21; Số tia vây ở vây ngực: 14–15; Số gai ở vây bụng: 1; Số tia vây ở vây bụng: 5.

## Phân loại học
C. trifasciatus và C. lunulatus hợp thành nhóm chị em với Chaetodon austriacus, một loài giới hạn ở Biển Đỏ và vịnh Aden, và Chaetodon melapterus, một loài có phạm vi trải dài từ vịnh Ba Tư xuống vịnh Aden, đều được xếp vào phân chi Corallochaetodon. C. austriacus có vây hậu môn và vây đuôi là màu đen hoàn toàn, còn C. melapterus có màu đen ở cả vây lưng và sọc hai bên thân rất mảnh.
Nếu không để ý quan sát sẽ dễ nhầm lẫn giữa C. trifasciatus với C. lunulatus do cả hai có kiểu hình rất giống nhau. C. trifasciatus có một đốm màu vàng cam trên cuống đuôi nhưng C. lunulatus thì không có đốm này; ngược lại C. trifasciatus không có đốm đen ở dải xanh dọc gốc vây lưng như C. lunulatus; C. trifasciatus có nhiều sắc xanh tím hơn ở vùng lưng và thân trên; và dải đen băng qua mắt của C. trifasciatus không nối liền thành một dải qua đỉnh đầu như C. lunulatus.

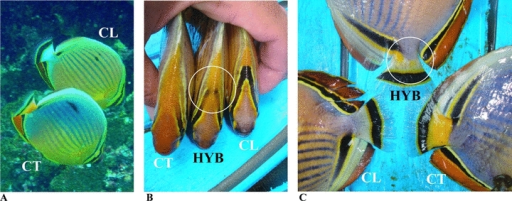
Hình A. Một cặp C. trifasciatus và C. lunulatus Hình B, C. Con lai và các đặc điểm phân biệt của C. trifasciatus và C. lunulatus

## Sinh thái học
Như các chị em của nó, C. trifasciatus là loài ăn san hô chuyên biệt, đặc biệt là san hô cứng thuộc các chi Acropora, Pocillopora và Montipora. Loài này có xu hướng kết đôi với nhau. C. trifasciatus tỏ ra hung hăng với những loài Chaetodon xâm phạm lãnh thổ của chúng.
Con lai giữa C. trifasciatus và C. lunulatus được đánh giá là không có nhiều khác biệt về thể trạng cũng như tốc độ tăng trưởng so với loài bố mẹ.

## Thương mại
C. trifasciatus được đánh bắt trong các hoạt động thương mại cá cảnh.